# Connla
Conlai (Connla) – w mitologii celtyckiej syn wojownika Cuchulainna. Według iryjskiego podania był owocem związku Cuchulainna i wojowniczki Aífe po tym jak Cuchulain zwyciężył ją w walce dzięki podstępowi w Krainie Cieni. Odjeżdżając Cuchulainn dał jej w prezencie złoty pierścień, który nosił potem jego syn. Po pewnym czasie Conlai pojawił się w Ulsterze i wyzywał miejscowych bohaterów do walki. Pokonał też Conalla – brata Cuchulainna. Mimo złych przeczuć Emer – żony Cuchulainna bohater postanowił zmierzyć się z przybyszem w walce. Cuchulainnowi imponowały umiejętności przeciwnika jednak bardzo rozgniewał się gdy Conlai uciął mu pukiel włosów. Zażarta walka trwała do momentu gdy Cuchulainn nie przeszył Conlaia włócznią. Dopiero potem Cuchulain zobaczył na palcu dzielnego wojownika złoty pierścień który podarował Aífe. Zrozpaczony Cuchulainn zaniósł umierającego Conlaia do swojego domu, a później wyprawił mu godny pogrzeb.